# René Stevens
Pour les articles homonymes, voir Stevens.
René Stevens, né à Ixelles le 25 avril 1858 et mort à Ixelles le 3 octobre 1937, est un peintre belge, dont le sujet de prédilection fut la forêt de Soignes. 

## Biographie
Alphonse Jacques René Stevens est né à Ixelles le 25 avril 1858, fils de Jean Daniel Stevens, artiste peintre, et de Marie Elisabeth Vangotsenhoven, résidant à Ixelles. René est aussi le frère de l'artiste-peintre Agapit Stevens.
René Stevens épouse à Bruxelles en 1885 Blanche Amélie Thoreau-Levaré, née à Paris en 1854, qui était également artiste peintre.
Il a été formé à l'Académie de Bruxelles. Il est connu comme peintre de paysages réalistes, principalement des scènes de forêt. La forêt de Soignes fut son lieu de prédilection.
En 1909, il est le cofondateur et le secrétaire de La Ligue des Amis de la Forêt de Soignes, la plus ancienne association écologique de Belgique. Elle est fondée par analogie avec les Amis de la Forêt de Fontainebleau (lieu de rencontre de l'école de Barbizon). Il est assisté du bourgmestre de Bruxelles Charles Buls, de l'écrivain Emile Verhaeren et des hommes politiques Henri Carton de Wiart et Emile Vandervelde. Il a œuvré pour que la forêt de Soignes obtienne le statut de site protégé, statut qui fut obtenu en 1959, soit 22 ans après sa mort. 
Il fut également membre de :
- La Commission royale des monuments et des sites
- Le Comité et le Conseil d’administration de la Ligue belge pour la protection des oiseaux
- Le Comité d’honneur de la Croix bleue de la jeunesse
- Le Comité de patronage des Amis de la Fagne

Il est aussi l'auteur, avec Louis Van der Swaelmen, du Guide du Promeneur dans la Forêt de Soignes (1914-1923), un guide pédestre de la forêt de Soignes, avec un classement effectué selon les quatre principales voies d'accès à la forêt. Avec le même collaborateur, il est aussi l'auteur de l'ouvrage compilant des monographies intitulé La Forêt de Soignes : Monographies historiques, scientifiques et d'esthétique en 1920.
La plupart de ses œuvres sont en mains privées. Une de ses œuvres est également conservée au Musée d'Ixelles : Premières feuilles, acquise à l'occasion de l'exposition de ses œuvres dans ce musée en 1930. Ce musée a également organisé une exposition sur la forêt de Soignes en peinture en 2009, avec des œuvres de René Stevens.
Il habita longtemps au n° 7 de la rue avenue Pierre Devis à Auderghem. Il mourra à Ixelles, le 3 octobre 1937.
Auderghem lui consacra une rue de son vivant.
Le long du chemin du Ruisseau au cœur de la forêt proche du Prieuré du Rouge-Cloître à Auderghem, on lui éleva le 19 juillet 1936 une effigie de bronze, conçue par l’architecte de jardins Jules Buyssens et le bas-relief étant dû au sculpteur Godefroid Devreese, à la source du Sylvain.